# Anaea chrysophana
Anaea chrysophana är en fjärilsart som beskrevs av Batess 1866. Anaea chrysophana ingår i släktet Anaea och familjen praktfjärilar. Inga underarter finns listade i Catalogue of Life.